# Símbolos nacionales de Santa Lucía

Bandera de Santa Lucía.

Los símbolos nacionales de Santa Lucía son la bandera, diseñada por Dunstan St. Omer; el himno nacional, compuesto por el Reverendo Charles Jesse y musicalizado por Leton Felix Thomas en 1967; el escudo de armas, diseñado por el artista local Sydney Bagshaw en 1979; el loro de Santa Lucía (Amazona versicolor), ave nacional y la rosa y la margarita, flores nacionales.
Santa Lucía no tiene un lema nacional. La inscripción "The Land. The People. The Light" (en español: La Tierra. La gente. La Luz.) sólo aparece en su escudo nacional.